# اندیس ریوداسیت عقدا
ریوداسیت عقدا یک اندیس مصالح ساختمانی است که در استان یزد قرار دارد و مادهٔ معدنی موجود در آن، ریوداسیت است. و دیرینگی آن به دوران ائوسن می‌رسد.